# Nikki Carpenter
Nikki Carpenter is een Brits voormalig waterskiester.

## Levensloop
Carpenter werd tweemaal Europees kampioen in de Formule 1 van het waterski racing.

## Palmares
- 1987:  Europees kampioenschap
- 1988:  Europees kampioenschap